# Iser Har'el
Iser Har'el (Hebreo: אִיסֵר הַרְאֵל) (Vítebsk, 1912 - Tel Aviv, 18 de febrero de 2003) fue director del servicio de espionaje exterior israelí, el Mosad.
Llegó a Palestina en 1930 como inmigrante soviético y se instaló en un kibutz. Años más tarde fundaría su propia compañía de naranjas. Sin embargo será siempre recordado en el mundo de la inteligencia como el mejor y más eficaz director del Mosad.
En la década de los años 40, Har'el se alistó en la Haganá y en las fuerzas auxiliares británicas para luchar contra los nazis. Dirigió la rama de inteligencia de la Haganá en 1942. Serían Har'el y sus hombres los que hundirían el barco del Irgún, el "Altalena", por orden de David Ben-Gurión. Har'el subió rápidamente entre las filas de la élite israelí, convirtiéndose en última instancia en el primer jefe del Shin Bet, el servicio de seguridad interno de Israel, que habría de convertirse en el Shabak. Director del Mosad desde 1952, dirigió ambos servicios de inteligencia, el Shin Bet y el Mosad. Har'el desarrolló una amplia cooperación con la CIA.
El Mosad colabora con Estados Unidos en la recolección de información sobre la Unión Soviética y el KGB. Iser Har'el creó la llamada red «Trident» por la cual Israel, Irán y Turquía recogían información de inteligencia sobre el gobierno egipcio. Har'el era conocido para su afán en defender Israel y proteger la democracia dentro del estado. Durante su mandato como jefe del Mosad, dirigió varias operaciones famosas. Una de ellas fue la Operación Garibaldi, que consistió en la captura en 1960 de Adolf Eichmann, uno de los mayores criminales de guerra nazis y uno de los arquitectos de la «Solución Final» a la "cuestión judía". En 1962, Har'el descubrió que los alemanes asesoraban a los egipcios en tecnología de misiles. Según algunos expertos, la tecnología era infinitamente inferior a la de Israel y por lo tanto no suponía una amenaza a su seguridad; sin embargo, Har'el decidió intimidar a Alemania. Esto encolerizó a Ben-Gurión. Como resultado de sus diferencias irreconciliables con el primer ministro, Har'el dimitió del Mosad en 1963.
Después de una gran carrera en el mundo del espionaje y la inteligencia, Har'el se dedicó a escribir. Su libro más famoso es «La casa de la calle Garibaldi» (1975), en el que relata la captura de Adolf Eichmann. Iser Har'el falleció en Israel, el 18 de febrero de 2003, a los 91 años de edad.